# Helen Sharman
Helen Sharman (Grenoside, Sheffield, 1963. május 30. –) angol vegyész-mérnök űrhajósnő.

## Életpálya
A Sheffieldi Egyetemen szerzett kémiai diplomát. 1984-ben Londonban doktori (PhD) diplomát kapott. A csokoládéiparban dolgozott, majd televízió-kommentátor lett. 1992-ben az Európai Űrügynökség (ESA) 25 jelölt közül választották ki űrhajósjelöltnek. Előzetesen 18 hónapot töltött repülőgép-vezetői kiképzéssel. Az angolok anyagi okok miatt törölni akarták a programot, de Gorbacsov a nemzetközi kapcsolatok ápolása miatt engedélyezte a kiképzés megkezdését. Az első nem amerikai, nem szovjet női űrhajós. 1989. november 25-től részesült űrhajóskiképzésben. Összesen 7 napot, 21 órát és 13 percet töltött a világűrben. Űrhajós pályafutását 1998 szeptemberében fejezte be.
Televíziós műsorszolgáltatásban dolgozik, szakterülete a természettudomány.

## Űrrepülések
Szojuz TM–12 űrhajóval 1991. május 18-án indult a Mir űrállomásra kutatói szolgálatra. Kutatási feladatai közé tartozott az orvosi és mezőgazdasági vizsgálat, fotózni a Brit-szigeteket, és részt vett egy amatőr rádiós összeköttetésen angol iskolásokkal. 27 év és 11 hónapos korával a második legfiatalabb nő, aki a világűrben dolgozhatott. (Az első Valentyina Vlagyimirovna Tyereskova volt 26 év 3 hónaposan). A Szojuz TM–11 mentő űrhajóval május 26-án tért vissza.

## Kitüntetések
Az angol Akadémia kémiai tagozatába választották. Általános iskolát, gimnáziumot, valamint egy a tudományokkal foglalkozó múzeumot neveztek el róla.